# シークエンスPAPAとも
シークエンスPAPAとも（シークエンスパパとも、1957年7月7日 - 2023年1月29日）は、日本の男性YouTuber。
本名は高橋 賢吉（たかはし けんきち）。A型。息子はお笑い芸人のシークエンスはやとも。

## 経歴
若い頃は芸人として活動していた。
1975年にグラフィックアーティストに転身し、フリーとして10年活動するも自営業を破綻。
その後、タクシードライバーに転職。
30代の頃、霊能力が開花する。
2016年の春頃、火事で自宅が全焼。1週間程、家族で車中泊をしながら過ごし、その後、死去するまで事故物件の家に住んでいた。
2020年、長男で芸人のシークエンスはやともがブレイクし、はやともの公表により霊能力者として発掘される。また、YouTuberとしての活動を開始。画像や動画でも霊視が可能で、主に個別面談や各種配信にて霊視を行っていた。
2023年1月、死去。

## 人物
あらゆる霊現象を全く気にしないのにネズミには恐怖を覚える。

## 出演

### テレビ
- ホンマでっか!?TV（2020年7月15日、フジテレビ）
- やりすぎ都市伝説（2020年12月25日、テレビ東京）

### 雑誌
- 女性自身（2020年8月 - ）[2]